# Rakowicze (rejon nieświeski)
Rakowicze (biał. Ракавічы) – wieś na Białorusi, w obwodzie mińskim, w rejonie nieświeskim, w sielsowiecie Siejłowicze.

## Historia
W dwudziestoleciu międzywojennym leżały w Polsce, w województwie nowogródzkim, w powiecie nieświeskim, do 1 października 1927 w gminie Lisuny, następnie w gminie Howiezna. W 1921 miejscowość liczyła 394 mieszkańców, zamieszkałych w 77 budynkach, w tym 293 Białorusinów, 98 Polaków, 1 Żyda i 2 osoby innej narodowości. 297 mieszkańców było wyznania prawosławnego, 94 rzymskokatolickiego, 2 muzułmańskiego i 1 mojżeszowego.
Po II wojnie światowej w granicach Związku Sowieckiego. Od 1991 w niepodległej Białorusi.